# Red Meat
Red Meat je americký komiks typu strip. Vychází od roku 1989 a jeho tvůrcem je Max Cannon. Jedná se o nezávislý komiks, vycházející v přibližně 75 nezávislých týdenících a univerzitních časopisech po celých Spojených státech. Od roku 1996 je volně šiřitelný na internetu. V současné době je s autorovým svolením strip překládán do češtiny a slovenštiny.
Charakteristickým znakem stripu je většinou naprostá absence jakéhokoli pohybu postav z políčka do políčka a prázdnota v pozadí. Ve stripu se vždy v horní části objevuje krátký text, který je v anglickém originále často aliterační. Pro strip Red Meat je typický výskyt postav s abnormálními povahovými vlastnostmi.
Poprvé začal strip vycházet v roce 1989 v arizonských studentských novinách The Arizona Daily Wildcat na University of Arizona. Později vycházel také v tucsonském týdeníku Tucson Weekly. Max Cannon je také tvůrcem internetového pořadu Shadow Rock na serveru comedycentral.com, který je založený na stripu Red Meat.

## Postavy
Mnoho z postav vyskytujících se v tomto stripu jsou karikatury pocházející z 50. let.

### Postavy vyskytující se v oficiálním českém překladu
- Don – Tedův afroamerický soused. Když vystupuje s Tedem, působí jako jediná “normální” osoba v celém stripu, avšak doma se svou ženou a dětmi se chová neočekávatelně podivně.
- Důchodce Wally – Vlastník trafiky. Wally je starý a trpí stařeckou demencí.
- Earl – Zvrácený typ člověka, trochu se podobající Edgaru Allanu Poeovi, Charlesi Baudelairovi, či Bryanovi Gregorovi z kapely The Cramps. Earl často vypráví surrealistické, podivné, a často nechutné zážitky.
- Hubený Ken – Nepříliš okouzlující postava, další z Tedových přátel.
- Jarka Metelka – V originále Stacy, parodie na Dicka Tracyho, postavu z amerických komiksů. Je zobrazený jako alkoholik na dně. Občas vystupuje také v převleku a říká si Šváb.
- Jenda Citrón – Naivní muž dobrých způsobů s hlavou ve tvaru citrónu, který čelí hrubému zacházení od ostatních, kteří s ním jednají jako se zrůdou.
- Karen – Malá holčička, která tráví čas s Mlékařem Danem, i když ho nenávidí za to, jak ji slovně uráží a zabíjí její zvířátka. Existuje také futuristická verze, ve které potomek Mlékaře Dana trápí potomka Karen.
- Kněz – Snaží se žít podle bible, často v rozporu s moderní společností a Bohem, zde méně konzervativně zobrazeným.
- Lebka – Poletující plamenná lebka trápící Earla a snažící se, aby se na ni neustále díval.
- Láďa – Tedův zahradník a údržbář. Poněkud jednodušší a pomalý.
- Malý Sluggo – Parodie na postavu Sluggo z amerického komiksu Nancy ze 60. let. Je znám pro své sadistické chování s dětskou nevinností a strniště v již raném věku. Jeho máma toleruje většinu jeho činností, pokud však nezanechává nepořádek.
- Mlékař Dan – Místní mlékař, výstředně, až nepřátelsky se chovající k lidem a zvířatům kolem něj, speciálně ke Karen, dítěti ze sousedství. Neustále bojuje se střízlivostí.
- Mrtvý klaun – Mrtvý klaun, nalezený chlapci a následně zanecháván na různých místech.
- Námořník Josef – Parodie na Pepka námořníka.
- Pan Bix – Sadistický (antropomorfický) robot sestrojený Tedem Johnsonem. Vyžívá se v bolestných a nechutných experimentech na organických bytostech, většinou na synovi Teda Johnsona a jeho kamarádech.
- Reuben – Další z Tedových sousedů.
- Svatý otec
- Ted Johnson - Max Cannon uvádí, že Ted je založen na jeho vlastním otci. Má smysl pro nechutné fetišistické sexuální představy a má mnohé kruté koníčky.
- Tedův syn - William – Často navštěvuje se svým otcem různá místa dle jeho vůle a je také nucen navštěvovat nebezpečené letní tábory. Bylo zmíněno, že Ted má minimálně ještě dvě další děti, nikdy se však ve stripu neobjevily a ani nebyly jmenovány.
- Trenér Nick – Středoškolský trenér známý pro vyvíjení silného nátlaku na svůj tým (často mladých dívek) a za častou účast ve rvačkách.
- Vern – Muž typu oblého prodejce. Svého času byl šéfem Jendy Citróna.
- Znetvořený Steve – Tedův přítel, který si nedávno spálil obličej.
- Bůh – Uvolněný, ničím nevzrušující se. Je kontrastem knězových vyhlídek věčného pekelného zatracení.
- Starý Kovboj – Koníčky: dohlížet na ostatní mladší kovboje, vzpomínání na zlaté časy a užívání halucinogenních drog.
- Papa Moai – Transdimenzionální bytost neomezené moci podobající se jedné ze soch na Velikonočním ostrově. Většinou okázele hovoří o překračování času a prostoru, avšak má mnoho vedlejších zájmů a potřeb, jako je např. sehnání slušného tabáku, či luštění křížovek.
- Pošťák Matt – Paranoidně bláhový konspirační teoretik v černých slunečních brýlích.
- Čopo
- Malý Beethoven
- Jarkův supernepřítel v kostýmu

### Vedlejší postavy, nevyskytující se v českém překladu[1]
- Vince – Velký, nepřátelský “přítel” Teda.
- Loutka – Maňásek navštěvující Tedova syna. Ten, komu patří ruka, nebyl nikdy ukázán.
- Chuck a Čopo – Břichomluvec a jeho loutka.
- Spuderman – parodie na Supermana. Jeho vlastní důležitost ho udržuje před skutečností, že vlastně nikomu nepomáhá.
- Walter – Tedův holič.
- Chet – Danův šéf, muž s extrémně krátkýma rukama.
- Kapitán Jacques Oiseux z Oceánské země – Parodie na Jacquea Cousteaua. Pracovník zábavního parku “mořský svět”, nápadně se podobající Kenovi.
- Pinky – Sluggův pes.
- Ponzo – klaun
- Bad Dog – pes
- Baby Head – Muž s chlapeckým obličejem jménem Bobby.
- Mořská sasanka tvrdící o sobě, že je reinkarnací Baba Rutha, amerického baseballisty ze 30. let.
- Popálené dítě, které předstírá, že je mimozemšťan jménem Xerkon.
- Tlustý hermafroditický plavec.

## Knihy
V českém překladu vyšly všechny tři knihy (Red Meat kniha první - červený obal, Red Meat kniha druhá - zelený obal a Red Meat kniha třetí - žlutý obal.
- Red Meat, své registry odtajňuje Max Cannon - ISBN 0-312-18302-X (2009, v originále 1997)
- CANNON, Max. Red Meat kniha druhá, své registry odtajňuje Max Cannon. Praha, originál New York : Plus, originál St. Martin's Griffin, 2010, originál 1998. 112 s.

CANNON, Max. Red Meat kniha třetí, své registry odtajňuje Max Cannon. Praha, originál New York : Plus, originál St. Martin's Griffin, 2010, originál 2005. 112 s.